# Eiskunstlauf

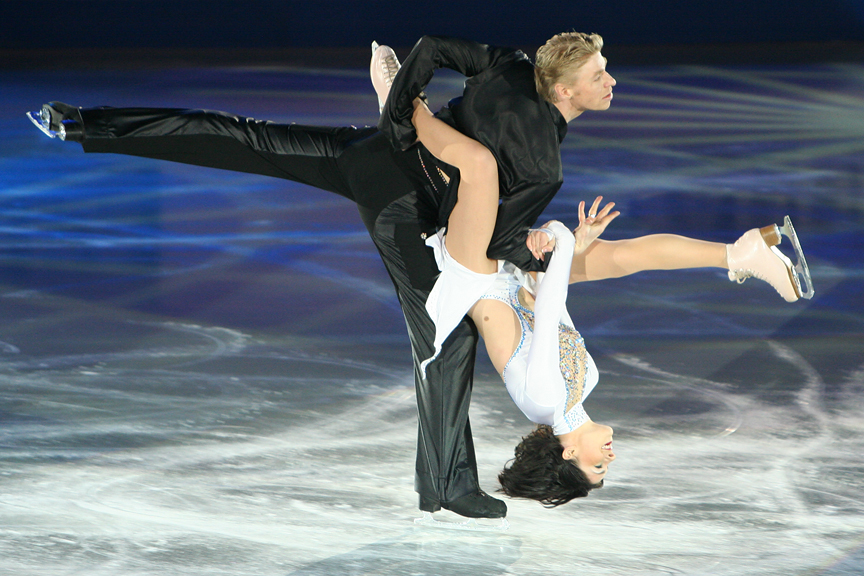
Isabelle Delobel und Olivier Schoenfelder bei einer Hebefigur (Europameisterschaft 2007)

Der Eiskunstlauf ist eine Form des Eislaufs, bei dem es auf die kunstvolle Ausführung von Sprüngen, Pirouetten und Schritten ankommt. Es gibt internationale Eiskunstlaufwettbewerbe, z. B. die Weltmeisterschaft, und Eiskunstlauf ist auch eine offizielle Disziplin bei den Olympischen Winterspielen.

## Disziplinen
Eiskunstlauf wird bei den Olympischen Spielen in vier Disziplinen durchgeführt:
- Damen-Einzellaufen
- Herren-Einzellaufen
- Paarlaufen
- Eistanzen

Erstmals bei den Winterspielen 2014 kam ein Teamwettbewerb dazu, bestehend aus den beiden Einzelläufen, dem Paarlauf und dem Eistanzen.
Internationale Wettbewerbe gibt es außerdem im Synchroneiskunstlauf.

## Geschichte

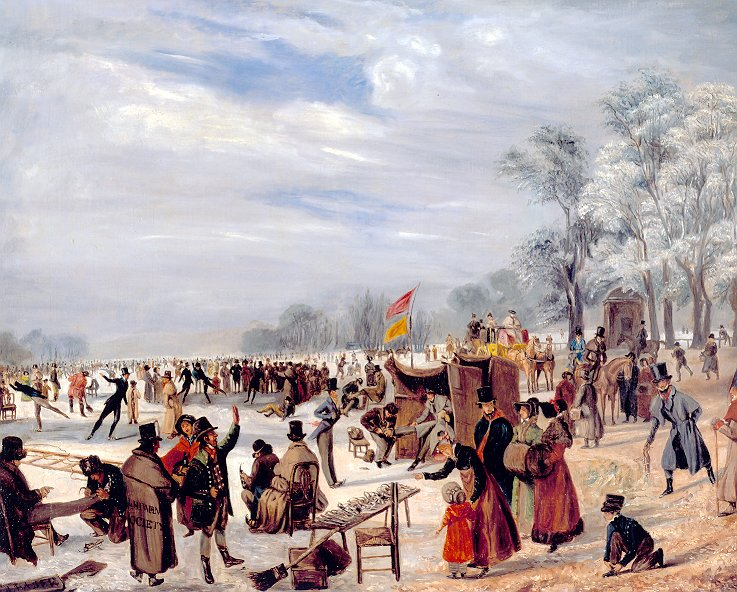
Ice skating Scene Ein Bild von J. Baber um 1830

Die Wiege des Eiskunstlaufs stand in Großbritannien, der erste Wettkampf fand hier 1814 statt. Von hier breitete er sich in ganz Europa und den USA aus. Man fügte dem Eiskunstlauf noch Musik hinzu und setzte Tanz- und Ballettelemente ein.
Beim Ausflug in die Frühgeschichte der Sportart muss man eher über Eislauf sprechen, der sich erst viel später in zwei unterschiedliche Sportdisziplinen, Eiskunstlauf und Eisschnelllauf, geteilt hat.
Die ersten historischen Erwähnungen vom Eislauf stammen aus Dänemark 1134, die älteste englische Kenntnis stammt aus dem Jahr 1180. Archäologische Funde (aus Knochen gefertigte Schlittschuhe) datieren den Ursprung des Eislaufens in die Bronze- und Steinzeit.
Primitive Anfänge kann man schon in den Niederlanden im 13. und 14. Jh. finden, wo die mit Metall beschlagenen Kanten der Holzschuhe einfache Laufbögen ausführen ließen. In den Niederlanden war Schlittschuhlaufen ein Volksvergnügen, wie das manche Bilder der Alten Meister bezeugen, andernorts war es nur Adelsvorrecht. Der Kaiser Rudolf II. soll einen großen Eiskarneval veranstaltet haben, der unangefochten zur Popularisierung dieser Kurzweil beitrug.
Die Entwicklung des echten Eiskunstlaufens fing aber erst im 18. Jh. an, als die Kufen die Form einer Kurve bekamen, was die Ausführung von Drehungen und komplizierten Elementen ermöglichte.
- 1742 wurde in Edinburgh der erste Eislaufverein der Welt gegründet – Edinburgh Skating Club.
- 1772 gab Robert Johns das erste Eiskunstlaufhandbuch A treatise on skating in London heraus.

## Eisbahnen und Winterstadien

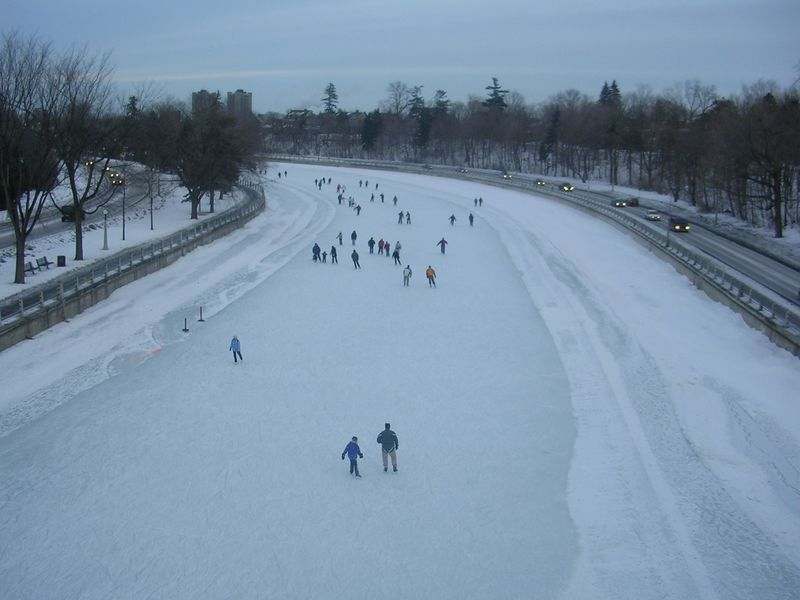
Rideau Canal in Ottawa

Die ersten Eisbahnen waren zugefrorene Teiche und Flüsse. Die Aufbereitung des Eises war aber recht schwierig und Klimaverhältnisse bestimmten die geografischen Regionen, in denen sich der Eislauf entwickeln konnte. In Annalen des philadelphischen Vereins, der 1848 gegründet wurde, kann man beispielsweise finden, dass zur Ausrüstung auch einige Meter Rettungstau gehörten.
In Kanada dagegen war dünnes Eis nicht das Problem, sondern die aufliegenden Schneemassen; so wurde im Jahr 1860 das erste Stadion im Land überdacht.
Die erste Kunsteisbahn (lat. Glaciarium) wurde in London (Chelsea) schon im Jahr 1876 gebaut. Der Ausbau weiterer Kunsteisbahnen war entscheidend für die folgende Entwicklung dieses Sports.
Das bis dahin größte überdachte Eisstadion entstand im Jahr 1960 in Tokio. Seine Eisfläche ist 4.000 m² groß. In Japan befindet sich auch die größte Freilufteisbahn, die im Jahr 1967 angelegt wurde und eine Fläche von 15.400 m² hat.
Eisstadien finden wir heutzutage nicht nur in Kanada, USA, Schweden und in weiteren europäischen Ländern mit Eishockey- oder Eiskunstlauftradition, sondern auch in wärmeren Regionen wie Spanien oder selbst im heißen Afrika, z. B. in der Elfenbeinküste. Durch die Weiterentwicklung von witterungsunabhängigem synthetischem Eis wird dieser Trend noch verstärkt.
Nach dem Reglement der ISU soll die Eisfläche rechteckig sowie 56–60 Meter lang und 26–30 Meter breit sein.

## Regeln und Wettkämpfe
Die ersten internationalen Eiskunstlaufwettkämpfe wurden vom Wiener Eislauf-Verein im Jahr 1882 auf seinem Vereinsplatz abgehalten. Die dafür verfasste Wettkampfordnung, das sog. Regulativ basierte auf dem Lehrbuch „Spuren auf dem Eise – Die Entwicklung des Eislaufens auf der Bahn des Wiener Eislauf-Vereines“ der Schüler Jackson Haines – Karl v. Korper, Max Wirth und Demeter Diamantidi, das im Jahr 1881 herausgegeben worden war. Dieses Regulativ übernahm später die Internationale Eislaufunion (ISU) und bildet so bis heute die Basis des internationalen Regelwerks. Zu deutlicheren Veränderungen kam es mit der Einführung der Kurzkür und mit der Umstellung des Verhältnisses in der Bewertung von Pflicht- und Kür. Um die subjektiv bewertete Sportart Eiskunstlaufen transparenter und objektiver zu gestalten, hat die ISU ein neues Wertungssystem entwickelt, das seit der Saison 2004/2005 das 6.0 System international abgelöst hat. Dem Eiskunstlaufbewertungssystem (engl. ISU Judging System) der internationalen Eislaufunion liegt eine vollkommen neue Berechnung der Wettkampfergebnisse zugrunde. Mit dem Einsatz eines digitalen Videosystems im Wettkampf sind die Preisrichter nun in der Lage, Elemente wiederholt zu betrachten und damit objektiver zu bewerten.
- Bei den ersten Wiener Wettkämpfen wurde der Norweger Axel Paulsen Dritter. Er zeigte schon damals seinen berühmten Sprung, der bis heute zum Eiskunstlaufeinmaleins gehört.
- Die ersten Europameisterschaften fanden bereits im Jahre 1891, noch vor der Gründung der ISU, statt. Erster Europameister war der Deutsche Oskar Uhlig.
- Am 9. Februar 1896 fand in Sankt Petersburg die ersten Weltmeisterschaften statt, die wieder ein Deutscher, diesmal Gilbert Fuchs, gewann. Fünf Jahre später gewann der legendäre Schwede Ulrich Salchow seinen ersten Weltmeistertitel, dem er dann noch 9 weitere folgen ließ. Seinen erstaunlichen Rekord stellte in den Jahren 1927–1936 die genauso legendäre Norwegerin Sonja Henie ein und in den Jahren 1969–1978 auch Irina Rodnina, die ihre ersten vier Titel im Paarlauf mit Alexei Ulanow gewann und die weiteren sechs Titel mit ihrem damaligen Ehemann Alexander Saizew.
- Die Damen kämpften erstmals im Jahr 1908 in Davos um den Titel der Weltmeisterin, um den Titel der Europameisterin jedoch erst im Jahr 1930 in Wien, wo auch die Premiere der Europameisterschaften für den Paarlauf stattfand. Erste Europameisterin bei den Damen wurde die Österreicherin Fritzi Burger. Auch die Paare konkurrierten um Weltmeistertitel schon früher – seit dem Jahre 1908.
- Bis 1948 war es auch Nordamerikanern gestattet, an Europameisterschaften teilzunehmen. Nachdem in diesem Jahr die Kanadierin Barbara Ann Scott und der US-Amerikaner Dick Button Europameister geworden waren, während Eva Pawlik aus Österreich und Hans Gerschwiler aus der Schweiz als beste Repräsentanten des europäischen Kunstlaufs nur die Silbermedaillen erhalten hatten, wurde ab 1949 – wie in anderen Sportarten üblich – die Möglichkeit der Teilnahme an Europameisterschaften auf Athleten aus Europa eingeschränkt.
- Eistanz erschien in der Wettlaufordnung erst im Jahr 1952 bei den Weltmeisterschaften in Paris und zwei Jahre später auch bei Europameisterschaften in Bozen. Seit 1976 ist Eistanz auch eine olympische Disziplin.
- Vor den am 9. Januar 1984 in Budapest beginnenden Europameisterschaften brachte die ISU eine neue Regel heraus, die die Zahl der Dreifachsprünge beschränkte, womit man wieder mehr auf den künstlerischen Wert kommen wollte; demnach war nur mehr ein Dreifachsprung erlaubt; als Ausnahme galt, dass dieser Sprung mit einer Kombination verbunden war.[2]
- Die jüngste Eiskunstlaufdisziplin ist das Precision Skating, auch Synchroneiskunstlauf genannt, es ist ein Gruppen-Eislauf mit anfänglich 12 bis 24 Teilnehmern, die ihre Eistanzfiguren rhythmisch nach Musik absolvieren. 1998 wurde die Anzahl der Läufer pro Formation auf 16 begrenzt. Die Formationen werden entsprechend ihrem Leistungsstand in Klassen eingeteilt. – Die Läufer heißen auf Englisch „ice-skaters“. Wie beim Eistanzen dürfen nur Figuren in verschiedener Zusammenstellung vorgetragen werden, weder Sprünge noch Pirouetten o. dgl. sind erlaubt. Wegen der geringen individuellen Bewegungsfreiheit und aus Sicherheitsgründen sind Beschränkungen bei den Figuren beschlossen worden. Die ISU organisiert seit 2000 Weltmeisterschaften; ab 2001 wurden auch Solosprünge zugelassen, die jedoch sehr gut mit dem Vortrag der übrigen Mannschafts-Teilnehmer korrespondieren müssen. Ein Wettkampf besteht aus der Kurzkür und (an einem anderen Tag) der freien Kür. Von einer Jury werden Technik, Symmetrie und Präzision bewertet.

### Teilnehmerzahlen bei ISU-Meisterschaften
Die Zahl der Teilnehmer (Gesamtteilnehmerquote) je Disziplin
(Herren, Damen, Sportpaare, Eistanz), die ein ISU-Mitglied (üblicherweise Landesverbände) zur jeweiligen Meisterschaft entsenden dürfen, wird nach Regel 378 „Spezielle Regelungen & Technische Regeln Einzel- und Paarlauf und Eistanz 2018“ wie folgt bestimmt:
| Zahl der Teilnehmer an der Meisterschaft in der vorherigen Saison | geforderte Punktzahl für 3 Teilnehmer an der Meisterschaft in der laufenden Saison | geforderte Punktzahl für 2 Teilnehmer an der Meisterschaft in der laufenden Saison |
| ----------------------------------------------------------------- | ---------------------------------------------------------------------------------- | ---------------------------------------------------------------------------------- |
| 2                                                                 | nicht mehr als 13                                                                  | nicht mehr als 28                                                                  |
| 1                                                                 | nicht mehr als 20                                                                  | nicht mehr als 10                                                                  |

Die Platzierung eines jeden Läufers wird für diese Tabelle als Punktzahl gewertet, wenn die Endplatzierung 16 oder besser war. Für Teilnehmer am Finale aber schlechterer Platzierung als 16 werden 16 Punkte vergeben. Wurde das Finale nicht erreicht, dann wird eine Punktzahl von 18 angesetzt. Bei einer Teilnehmerzahl von drei in der vorherigen Saison werden nur die beiden Bestplatzierten gewertet. Jedes ISU-Mitglied darf auf jeden Fall einen Teilnehmer je Disziplin je Meisterschaft entsenden.
Als Teilnehmer der vorigen Saison werden alle Eiskunstläufer gewertet, die an der Auslosung teilgenommen haben. Teilnehmer die wegen Krankheit oder unerwartetem Defekt der Ausrüstung die Kür nicht komplett durchlaufen können, die aber 10. oder besser nach dem Kurzprogramm oder dem Rhythmustanz waren, werden nicht als Teilnehmer gewertet.
Bei den Vierkontinentemeisterschaften darf jedes ISU-Mitglied drei Teilnehmer entsenden.
Die Teilnehmerzahl bei Olympischen Winterspielen wird abweichend ermittelt.

## Eiskunstlauf bei den Olympischen Spielen und den Special Olympics
siehe: Eiskunstlauf bei den Olympischen Spielen und Liste der Olympiasieger im Eiskunstlauf

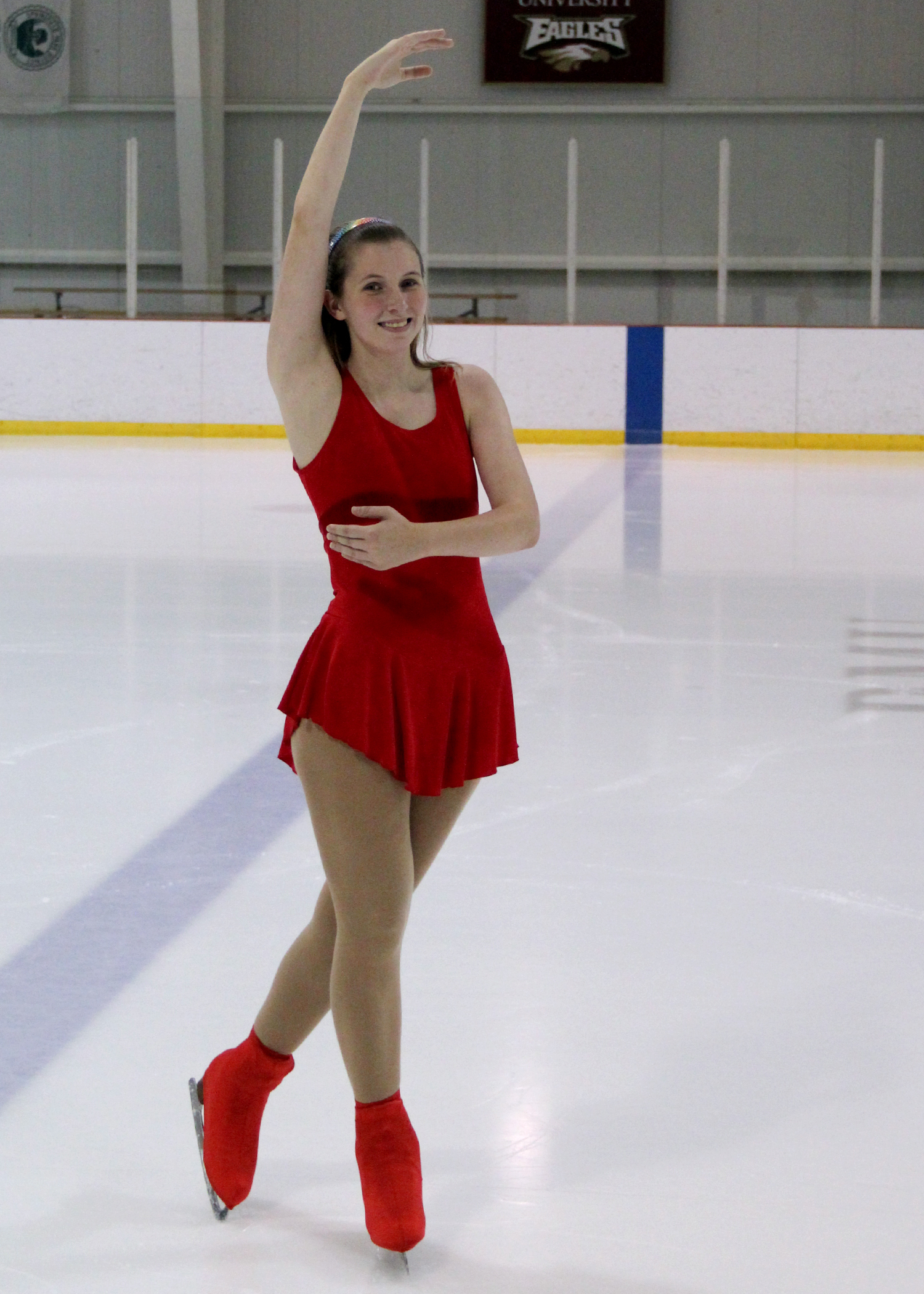
Erin Hart, Athletin im Eiskunstlauf bei den Special Olympics World Winter Games in Pyeongchang, 2013

Eiskunstlauf bei Special Olympics ist eine Sportart, die auf den Regeln des Eiskunstlaufs beruht und in Wettbewerben und Trainingseinheiten der Organisation Special Olympics weltweit für geistig und mehrfach behinderte Menschen angeboten wird. Eiskunstlauf ist seit 1977 bei Special Olympics World Games vertreten.

## Frauen und Eiskunstlauf
Eiskunstlauf als Sportart war den Frauen lange aus verschiedenen Gründen fast untersagt. Unter anderem wurden medizinische und soziale Gründe angeführt.
Mit der Aufnahme der Damenwettbewerbe stand weiterhin zu befürchten, dass die Sympathie der Kampfrichter für die holde Weiblichkeit auf ihre objektive Bewertung Einfluss haben würde. Man schlug sogar vor, in den Regeln festzulegen, dass die Kampfrichter bei Frauenwettbewerben verpflichtend eine blaue Brille zu tragen hätten. Hierzu muss jedoch angemerkt werden, dass die Frauen sich auch beim Sporttreiben an die viktorianische Kleiderordnung hielten und in schweren Wollkleidern und Unterröcken antreten mussten, welche die Bewegungen massiv erschwerten.

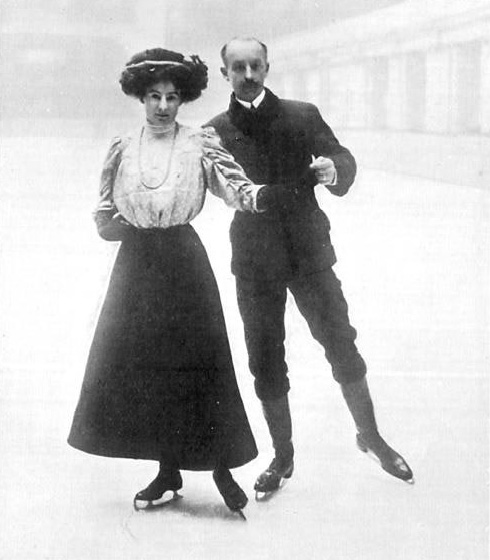
Madge Syers-Cave, hier mit ihrem Ehemann bei den Olympischen Spielen 1908

Florence Madeline Syers, bekannt als „Madge“ Syers, war die erste Frau, die sich aufgrund ungenauer Formulierungen bei der – eigentlich nur für Männer vorgesehenen – Eiskunstlaufweltmeisterschaft 1902 ihr Startrecht erkämpfte. Äußerst souverän belegte sie den zweiten Platz. Madge Syers und der britische Verband National Skating Association hatten herausgefunden, dass in der ISU-Wettkampfsordnung nirgendwo explizit festgelegt war, dass an einem Wettkampf keine Frauen teilnehmen könnten. Die NSA kämpfte vehement um das Startrecht ihrer Sportlerin – vielleicht, weil ihr Ehemann Edgar Syers, mit dem sie auch an Paarlaufkonkurrenzen teilnahm, Generalsekretär des Verbands war. So endete die Teilnahme der einzigen Frau sensationell. Syers wurde hinter dem Schweden Ulrich Salchow Zweite und hätte womöglich sogar den Sieg verdient gehabt. Dieser Ansicht waren nicht nur das Publikum und einige Experten, sondern auch der Gewinner. Empört darüber, dass seine Konkurrentin keinen Preis bekam, überreichte er ihr demonstrativ seine Trophäe. Ein Jahr nach dem Gewinn des Vizeweltmeistertitels trat Syers noch einmal gegen ausschließlich männliche Konkurrenz an und wurde erste britische Meisterin im Herreneiskunstlauf. Weitere Chancen, die Männer zu schlagen, bekam sie jedoch nicht mehr. Bei den Europameisterschaften in Davos 1904 konnte sie aufgrund einer Verletzung nicht zur Kür antreten. Die Internationale Eislaufunion änderte rasch die Regeln, woraufhin ab 1906 eigenständige Damenwettbewerbe veranstaltet wurden. Zweimal hintereinander wurde Madge Syers Weltmeisterin. 1908 errang sie in London auch den Titel der Olympiasiegerin.
Eine weitere Bahnbrecherin wuchs in Russland auf. Nikolai Panins Schülerin Xenija Zesar begann mit dem Eiskunstlauf schon am Gymnasium. Die Tochter eines Musiklehrers, selbst eine ausgezeichnete Pianistin, übertrug ihre Kunst und ihr künstlerisches Gefühl auf das Eis. Sie war die erste russische Frau, die sich bei der Nationalmeisterschaft für den Herrenwettbewerb angemeldet hat. Zwischen den fünf teilnehmenden Männern besetzte sie den dritten Platz. Auf Protest der „verschnupften“ Herren wurde ein weiterer ähnlicher Wettbewerb nicht mehr veranstaltet.
Das Schicksal einer der weiteren Eiskunstläuferinnen, Tenley Albright, ist ganz außergewöhnlich. Als kleines Mädchen bekam sie nicht-paralytische Kinderlähmung. Sie wollte laufen, aber vor allem wollte sie Eiskunstläuferin werden. Es dauerte noch lange, bis sie ihre ersten Schritte machen konnte. Als 11-Jährige konnte sie mit dem Eiskunstlaufen beginnen – sie war wieder gesund. Nach acht Jahren harter Arbeit wurde sie amerikanische Meisterin, anschließend noch 2-fache Weltmeisterin, und 1956 gewann sie die Goldmedaille bei den Olympischen Winterspielen in Cortina d’Ampezzo.
Die niederländische Eiskunstläuferin Sjoukje Dijkstra widmete viel Zeit der athletischen Vorbereitung, daher war auch ihr Lauf voller Kraft und Energie. Dijkstra verkörperte überhaupt nicht die Vorstellung eines zarten und schlanken Mädchens, das wie eine Fee über dem Eise schwebt. Im Gegenteil, mit ihrer Gestalt wirkte sie vielmehr wie eine Ringkämpferin. Ungeachtet dieses Gewichtshandicaps war sie eine Hochsprungmeisterin. In ihrer athletischen Vorbereitung setzte sie neben dem Lauf auch auf den Hochsprung, und in dieser Disziplin war sie auch die niederländische Rekordfrau. Aber nicht nur das, sie war auch eine gute Judoka. Ihre Eiskunstlaufkarriere begann sie als 18-Jährige mit dem Europameistertitel 1962, den sie in den folgenden Jahren noch dreimal verteidigte. Bei den Olympischen Winterspielen in Squaw Valley 1960 endete sie als Zweite. Nun tauchte ein finanzielles Hindernis auf: Sjoukie suchte sich den amerikanischen Trainer Arnold Gerschwiller aus, hatte aber nicht genug Geld, um ihn zu bezahlen. Schließlich halfen ihr Freunde aus verschiedenen Sportarten – aus dem Eiskunstlauf, der Leichtathletik und auch aus dem Judo. Bei den Olympischen Winterspielen in Innsbruck 1964 gewann sie die Goldmedaille.

## Ausrüstung

### Kufen
Eiskunstlaufkufen, aus hartem Stahl gefertigt, sind 3 bis 4 Millimeter breit. Sie haben eine sehr geringfügige Konvexkurve, die die Ausführung von Drehungen und komplizierten Elementen ermöglicht. Die Nut im Blatt, genannt Hohlschliff, hat auf jeder Seite fein geschliffene Kanten (die Innenkante und Außenkante), die dem Eisläufer Steuerung und Beschleunigung ermöglichen. Zähne an der Frontseite des Blatts, genannt Bezahnung, werden vor allem zur Landung von Sprüngen und für Tip-Schritte benutzt. Um Tempo aufzunehmen, wird mit der gesamten Kufe seitlich abgestoßen. Pirouetten werden auf dem vorderen Drittel der Kufe gedreht – nicht auf der Spitze.
Kufen haben unterschiedliche Fersenhöhen. Eistänzer tragen häufig eine hohe Ferse, die das Körpergewicht nach vorn auf die Zehenballen drückt, um Richtungsänderungen und schnelle Schrittfolgen besser steuern zu können.

### Schuhe
Nach Maß für jeden Fuß gefertigte und stark versteifte, bis zu den Waden hochgeschlossene Schnürstiefel, mit dickem, steifem Lederinneren und mit zusätzlicher Knöchelstütze. Breite lederne Zungen mit Polsterung erlauben Flexibilität innerhalb des Schuhs.

### Kostüme

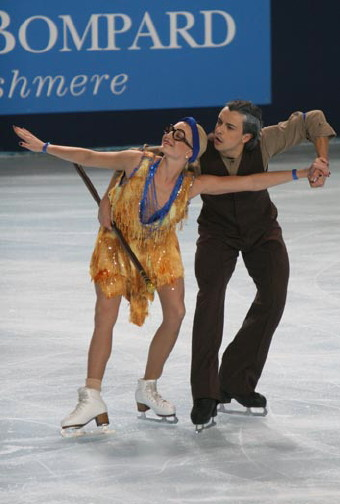
Kristin Fraser und Igor Lukanin beim Originaltanz der EM 2009

Die Garderobe der Eiskunstläufer und Eistänzer wird durch den Charakter des Programms und die Musikwahl bestimmt. Ihre Kostüme sollten die Leistung krönen, aber nicht zur Ablenkung werden. Bei der Kür sollten die Damen einen Rock und Männer eine lange Hose tragen. Hosen sind bei den Damen erst seit der Saison 2004/2005 zugelassen. Modeartikel und Stützen sind jedoch nicht erlaubt, beim Originaltanz der EM 2009 trug die Eistänzerin Kristin Fraser jedoch zum ersten Mal eine Brille. 2012 trug Zahra Lari als Erste im internationalen Wettbewerb einen Hidschāb. Sie erhielt einen Punktabzug, die Internationale Eislaufunion entschied aber später, dass das Kleidungsstück zulässig ist. Meistens passen die Kostüme der Frauen zu denen der Männer. Im neuen Wertungssystem fließt die Kostümwahl in die Komponenten mit ein.

### Geschichte der Kostümentwicklung
In der Geschichte des Eislaufs hat sich seit seiner Geburt als Sport in der Mitte des 19. Jahrhunderts vieles geändert: die Methode des Beurteilens, die Regeln, die Organisation, der Wettbewerbaufbau, die Techniken, die Materialien und die Kostüme. Es gibt jedoch einen Aspekt, der im Laufe der Zeit derselbe geblieben ist: Die Kostüme sind immer der Mode, den Mustern, Materialien und Farben der Zeit gefolgt.
Als Eiskunstlauf als ein Sport im modernen Sinne entstand, existierten Kostüme als solche nicht: Die Eiskunstläufer trugen ihre tägliche Kleidung: Männer wurden in Hose und Jacke gekleidet, Frauen trugen lange Röcke bis zu den Knöcheln. Gilbert Fuchs, der erste Weltmeister, führte Leggings ein, die heute für Herren nicht mehr erlaubt sind. Es war Sonja Henie, die norwegische Meisterin, die zehn Weltmeistertitel und drei olympische Titel gewann und fraglos die Diva des Eiskunstlaufs zwischen 1924 und 1936 war, die die größte Neuheit, den kurzen Rock, bei den Olympischen Spielen von 1924 vorstellte. Von da an wurde sie von anderen Eiskunstläuferinnen nachgeahmt, die ebenfalls anfingen, kurze Röcke und anschmiegsamere Kostüme zu tragen, die ihre Bewegungen nicht behinderten, wenn sie schwierige Figuren ausführten.
Die Entwicklung des Eiskunstlaufens in den folgenden Dekaden fügte größere technische Schwierigkeiten hinzu: Einfache Sprünge wurden zu zwei- und dreifachen, und es gab eine größere Verfeinerung in der Auffassung der Programme, die jetzt reale Geschichten erzählten. Diese Entwicklung beeinflusste auch die Kostüme, sie wurden zu einem Bestandteil des Wettbewerbs, einem der Hauptelemente der künstlerischen Programmgestaltung, zusammen mit der Musik und dem gewählten Thema.
In den 1970er und 1980er Jahren waren kurze Röcke und Hose mit Schlag modern. Die Kostüme hatten nüchterne Farben ohne Farbtöne und ohne bestimmte Muster.
In den 1980er und 1990er Jahren andererseits wurden die Kostüme mit Flitter besetzt. Populär waren helle und warme Farben, die Muster wurden deutlicher. Hosen waren gerade geschnitten und die Röcke waren vorne kürzer und an der Rückseite länger.
Schmucksachen anstatt Flitter, längere Röcke, tiefe Dekolletées und der Gebrauch von Falsch-Nacktheits-Stoffen sind heutzutage immer noch verbreitet – Schmucksachen werden auch von den Männern benutzt und ihre Hemden sind geöffnet.
Das Hauptaugenmerk der Programmgestaltung sollte sein, das Thema des Programms aufzufangen und lebendig zu interpretieren. Zweifellos spielen hierbei neben der Musik und dem Tanzen auch die – auf Musik und Thema abgestimmten – Kostüme eine sehr wichtige Rolle: Eiskunstlauf ist nicht nur ein Sport, sondern auch eine Kunstform, mit den Athleten als Hauptfigur. Die Kleidung ist das erste, was der Zuschauer wahrnimmt und was im Gedächtnis haften bleibt.

## Technologie
Vom Gesichtspunkt der Technikentwicklung ist Eiskunstlauf vermutlich die konservativste Eisdisziplin.
Vorschuhe und Polsterung der Schlittschuhe sind stets aus Naturleder gefertigt, mit Versteifungen in den am meisten vom Druck betroffenen Fußbereichen.
Das Ziel ist die Gewährleistung des bestmöglichen Gefühls, und es ist kein Zufall, dass während der letzten Jahre Innensohlen aus wärmeverteilenden Materialien verwendet worden sind, die sich den Füßen ganz anpassen können. Die äußeren Sohlen sind normalerweise aus mehrschichtigem Leder.

## Elemente
Hauptartikel: Eiskunstlaufelemente

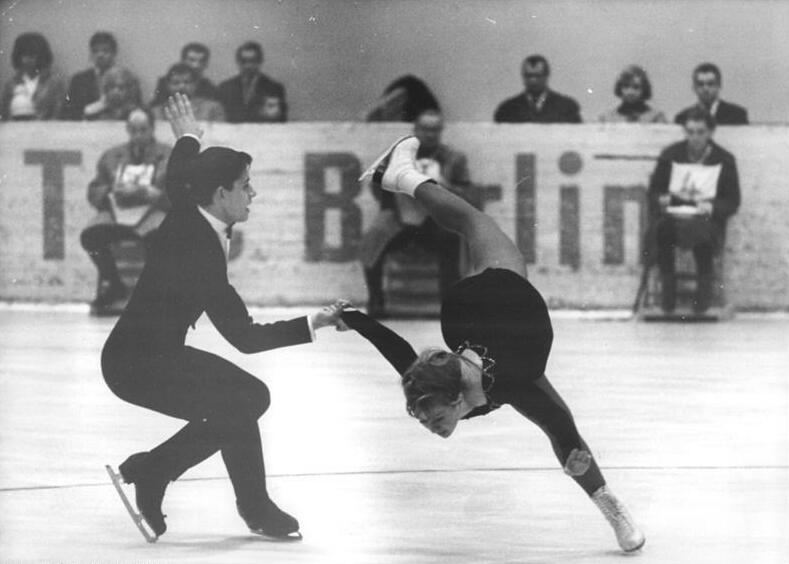
Eiskunstlauf-Figur 1965 (Elfi Kolodzey, Michael Pürst)

Wie schon oben genannt wurde, ist Eiskunstlauf die kunstvolle Ausführung von Sprüngen, Pirouetten und Schritten.
Zu den Sprüngen zählen der Dreiersprung, Salchow, Toeloop, Rittberger, Flip, Lutz und Axel, die einfach, doppelt, dreifach und teilweise sogar vierfach gesprungen werden, sowie die so genannten Verbindungssprünge Spreizsprung, Euler (auch als Thorén bekannt), Oppacher, Walley und Jet Button. Ein fünffacher Sprung wurde bisher noch nicht gesprungen.
Weitere bekannte Figuren im Einzel- und Paarlaufen sind die Biellmann-Pirouette, die Todesspirale und die geworfenen Sprünge, die ebenfalls doppelt, dreifach oder vierfach ausgeführt werden können. Die Eiskunstläuferin Surya Bonaly war und ist bis heute die einzige Frau, die einen einbeinig gelandeten Rückwärtssalto auf dem Eis schaffte.

## Lehrbücher und Methodiken
- Das erste Eislaufhandbuch erschien 1772 in London. Der Leutnant Robert Jones von der Royal Artillery beschrieb in seiner A treatise on skating (Abhandlung über das Eislaufen) verschiedene Figuren wie Kreise und Achten und gibt eine Anleitung, wie man eine Wende von der Außenkante auf die Innenkante und andersherum machen soll. Das hing mit einem neuen Schlittschuhtyp zusammen, der einen Lauf vorwärts wie rückwärts auf der Außen- oder Innenkante ermöglichte. Das Handbuch ist nur für Männer bestimmt, denn Frauen sah man auf dem Eis nur selten. Frauen war es damals schlichtweg verboten, zum Spaß Eis zu glitschen, was Jones nicht nachvollziehen konnte, er sah gar keinen Grund, warum die Frauen von diesem Vergnügen ausgeschlossen werden sollten.

- Ein weiteres Eislaufhandbuch wurde 1790 unter dem Titel Über das Schlittschuhlaufen in Leipzig herausgegeben.

- Auf verschiedene Richtungen der Eislaufentwicklung deutet auch das Buch des Franzosen Jean Garcin hin, das 1813 unter dem Namen Ein echter Schlittschuhläufer (Le vrai patineur ou les principes sur l’art de patiner avec grâce), herausgegeben wurde. Manche Zeitgenossen sagten, er sei ein besserer Schlittschuhläufer als Schriftsteller gewesen. Seine Figuren hatten Namen aus der antiken Mythologie. Zum Beispiel: bei einer Figur namens „Die schöne Narzisse“ sollte man einen seligen Gesichtsausdruck zeigen und bei dem einwärts-rückwärts-Halbkreis ohne den Fußwechsel mit einem anderen Ausdruck den Laufrichtungswechsel andeuten. Anderseits hatte er recht moderne Ansichten: Er warf den Schlittschuhläufern einen Eleganzmangel vor und legte einen großen Wert auf die ästhetische Seite der Figurendurchführung.

- Das erste systematische Lehrbuch wurde 1881 in Wien unter dem Titel Spuren auf dem Eise herausgegeben. Die Autoren waren Haines Schüler – Dr. Korper, Wirth und Diamantidi. Aus diesem Lehrbuch wurde die erste Wettkampfordnung abgeleitet, das sog. Regulativ, die dann später die ISU übernahm, und so sind die Regeln entstanden, die mit zahlreichen Änderungen bis heute gelten.

Während für Einzellauf viele Lehrbücher geschrieben wurden, wurde der Paarlauf ganz vernachlässigt. Geringere Erwähnungen in herkömmlichen Handbüchern kann man nicht einmal als oberflächliche Anleitung betrachten, umso weniger als ein System. Eine einzige Ausnahme ist das amerikanische Handbuch des englischstämmigen Trainerpaars Dench-Stewart Pair skating and Dancing on Ice aus dem Jahr 1943, das eine wirkliche Paarlaufmethodik ist, nicht aber Methodik für Eistanz im heutigen Wettkampfsinn.